# Sant Laurenç de Chabruja
Saint-Laurent-Chabreuges és un municipi francès situat al departament de l'Alt Loira i a la regió d'Alvèrnia-Roine-Alps. L'any 2007 tenia 243 habitants.

## Demografia

### Població
El 2007 la població de fet de Saint-Laurent-Chabreuges era de 243 persones. Hi havia 101 famílies de les quals 25 eren unipersonals (21 homes vivint sols i 4 dones vivint soles), 38 parelles sense fills, 25 parelles amb fills i 13 famílies monoparentals amb fills.
La població ha evolucionat segons el següent gràfic:
Habitants censats

### Habitatges
El 2007 hi havia 118 habitatges, 105 eren l'habitatge principal de la família, 3 eren segones residències i 11 estaven desocupats. Tots els 118 habitatges eren cases. Dels 105 habitatges principals, 98 estaven ocupats pels seus propietaris, 3 estaven llogats i ocupats pels llogaters i 3 estaven cedits a títol gratuït; 1 tenia dues cambres, 10 en tenien tres, 42 en tenien quatre i 52 en tenien cinc o més. 89 habitatges disposaven pel capbaix d'una plaça de pàrquing. A 35 habitatges hi havia un automòbil i a 67 n'hi havia dos o més.

### Piràmide de població
La piràmide de població per edats i sexe el 2009 era:
| Homes | Edats   | Dones |
| ----- | ------- | ----- |
| 0     | 95 o +  | 0     |
| 0     | 90 a 94 | 0     |
| 0     | 85 a 89 | 4     |
| 4     | 80 a 84 | 0     |
| 0     | 75 a 79 | 0     |
| 4     | 70 a 74 | 12    |
| 0     | 65 a 69 | 0     |
| 8     | 60 a 64 | 8     |
| 8     | 55 a 59 | 8     |
| 8     | 50 a 54 | 4     |
| 28    | 45 a 49 | 12    |
| 20    | 40 a 44 | 24    |
| 0     | 35 a 39 | 4     |
| 0     | 30 a 34 | 4     |
| 0     | 25 a 29 | 0     |
| 12    | 20 a 24 | 12    |
| 16    | 15 a 19 | 8     |
| 12    | 10 a 14 | 4     |
| 4     | 5 a 9   | 8     |
| 4     | 0 a 4   | 8     |

## Economia
El 2007 la població en edat de treballar era de 169 persones, 134 eren actives i 35 eren inactives. De les 134 persones actives 129 estaven ocupades (72 homes i 57 dones) i 5 estaven aturades (3 homes i 2 dones). De les 35 persones inactives 14 estaven jubilades, 10 estaven estudiant i 11 estaven classificades com a «altres inactius».

### Ingressos
El 2009 a Saint-Laurent-Chabreuges hi havia 103 unitats fiscals que integraven 240 persones, la mediana anual d'ingressos fiscals per persona era de 19.533 €.

### Activitats econòmiques
Dels 6 establiments que hi havia el 2007, 1 era d'una empresa de fabricació d'altres productes industrials, 2 d'empreses de construcció, 1 d'una empresa de transport, 1 d'una empresa d'hostatgeria i restauració i 1 d'una empresa classificada com a «altres activitats de serveis».
Dels 2 establiments de servei als particulars que hi havia el 2009, 1 era una fusteria i 1 perruqueria.
L'any 2000 a Saint-Laurent-Chabreuges hi havia 7 explotacions agrícoles.

## Poblacions més properes
El següent diagrama mostra les poblacions més properes.